# Chlef
Chlef (Arabisch : الشلف) is een stad in Algerije en is de hoofdplaats van de provincie Chlef.
In de Romeinse tijd heette de stad Castellum Tinginitum, in de Franse tijd Orléansville en kort na de onafhankelijkheid El-Asnam tot 1980 toen de naam Chlef aangenomen werd. 
Chlef telt naar schatting 172.000 inwoners.
De Algerijnse luchtmacht opereert hier met helikopers.

## Geboren
- El Arbi Hillel Soudani (25 november 1987), voetballer
- Hassiba Ben Bouali